# 蘇金妹
蘇金妹（1952年—）在中山出生，十五岁（1967年）时意外导致下肢永久瘫痪，之後在姑娘的幫助下學會射箭和擲標槍，在1968年的香港輪椅運動會摘下3面金牌。2015年推出自傳《活出生命的美好––苏金妹的传奇人生》。

## 獎項
获得奖项：
- 1968年获轮椅速度赛，障碍赛，标枪金牌+女子赛全场冠军
- 1974年代表香港到纽西兰参加英联邦伤残人士运动会获得亚军
- 1993年获全港十大青年妇女义工奖
- 1998年获第三届香港十大再生勇士奖
- 2005年获全年最高平均欣赏指数大奖----无线电视【胜在有心人】优异奖
- 2010年获亚洲电视【感动香港】十大人物奖
- 2010年获得爱心奖
- 2011年获红十字会人道年奖

## 書目
- 蘇金妹. 徐榮耀; 王雨蓮; 黃桂玲 , 编. . 香港: 中文大學出版社. ISBN 978-962-457-515-6.